# Maurice Scève
Maurice Scève (ur. 1500 lub 1501 w Lyonie - zm. ok. 1560) – renesansowy poeta francuski, najbardziej znany jako autor dzieła Delia, przedmiot najwyższej cnoty (oryg. Délie, objet de plus haute vertu).

## Życiorys
Niewiele wiadomo o jego życiu. Pochodził z zamożnej rodziny mieszczańskiej, od młodości interesował się nowymi prądami w kulturze, znał Marota, Charlesa de Sainte-Marthe, był znaną postacią w swoim mieście – w 1548 współorganizował uroczysty wjazd Henryka II do Lyonu. W 1560 ślad po nim całkowicie ginie.

## Twórczość
Popularność jako poeta Scève zyskał po wygraniu w konkursie poetyckim zorganizowanym przez Marota. Jego twórczość pozostawała pod wpływem antyku (platonizm renesansowy) oraz poezji włoskiej (Francesco Petrarca, Dante Alighieri), jak również twórczości Marota, którego podziwiał. Był erudytą, doskonale znał Biblię. 
Wszystkie utwory opublikowane za życia Scève podpisywał jedynie enigmatycznie brzmiącymi sentencjami, jak Souffrir non souffrir. Jego twórczość czyni go głównym przedstawicielem francuskiego petrarkizmu. Według niepotwierdzonych hipotez jego główne dzieło, Delia, przedmiot najwyższej cnoty miało być wyrazem miłości do siedemnastoletniej uczennicy, Pernette du Guillet, podobnej do uczucia, jakie żywił Petrarka do Laury. Jest jednak możliwe, że Scève powielił jedynie idealny model poetycki opracowany przez Petrarkę, nie pisząc o żadnej konkretnej kobiecie. 
Styl Scève'a cechowała niezwykła dbałość o formę, wykorzystywanie skomplikowanych metafor i wyszukanego słownictwa. Hermetyczny styl jego twórczości był przedmiotem kontrowersji - wysoko cenił go Thomas Sébillet, z kolei twórcy Plejady krytykowali jego utwory za przerost formy nad treścią. 
Scève jest najbardziej znanym przedstawicielem tzw. liońskiej szkoły poezji.